# 百姓
百姓，字面意為一百個姓氏，今引申指一般平民，如「老百姓」、「平民百姓」。但古代為氏族社會，百姓實際上指氏族首領，即貴族。在夏商周等上古時期，位高權重者最早是用氏族稱之，而氏族在漫長歷史中常獲得封地或衍生旁支，便以姓氏去命名封地，反之以封地名稱去命名後人，詩經中記載堯帝時期首先出現百姓這個官名，負載管理天子和諸多封地往來的庶務。到漢朝與魏晉時期，百姓實際上是指世家百姓，包含有權的官宦、有家產的豪門、有名的學者、或鉅商富賈，若不具備條件則稱寒門，然而即使寒門也少包含醫者、工匠、小商與小農等黔首黎民。到晉宋結束許久之後，後代著書或注釋時的百姓漸漸指平民百姓。
在古代，百姓常用黔布（黑布）作為頭巾，故亦稱黔首或黎庶；而又因著麻布衣裳，又稱布衣。百姓也稱為閭閻，出處為《史记·平准书》：「守闾阎者食粱肉，为吏者长子孙，居官者以为姓号。」中国古代以廿五家为一闾，而阎指里巷的大门。